# Džibutské letectvo
Džibutské letectvo (francouzsky Force Aérienne de Djibouti, somálsky Ciidanka Cirka Jabuuti) je letecká složka ozbrojených sil Džibutska.

## Přehled letecké techniky
Tabulka obsahuje přehled letecké techniky Džibutského letectva podle Flightglobal.com.
| Název                          | Fotografie                     | Původ                          | Určení                            | Verze                          | V aktivní službě               | Poznámky                                               |                                |
| Dopravní a transportní letouny | Dopravní a transportní letouny | Dopravní a transportní letouny | Dopravní a transportní letouny    | Dopravní a transportní letouny | Dopravní a transportní letouny | Dopravní a transportní letouny                         | Dopravní a transportní letouny |
| ------------------------------ | ------------------------------ | ------------------------------ | --------------------------------- | ------------------------------ | ------------------------------ | ------------------------------------------------------ | ------------------------------ |
| Cessna 208 Caravan             |                                | USA                            | užitkový/lehký transportní letoun |                                | 1                              |                                                        |                                |
| Let L-410 Turbolet             |                                | Československo                 | transportní letoun                | L-410UVP                       | 1                              |                                                        |                                |
| Xian MA60                      |                                | Čína                           | dopravní letoun                   | MA60H-500                      | 1                              |                                                        |                                |
| Short 330                      |                                | Spojené království             | lehký transportní letoun          | Short C-23 Sherpa              | 0                              | Plánováno převzetí 2 kusů, původně z výzbroje US Army. |                                |
| Harbin Y-12                    |                                | Čína                           | lehký transportní letoun          |                                | 2                              |                                                        |                                |
| Vrtulníky                      |                                |                                |                                   |                                |                                |                                                        |                                |
| Eurocopter AS 355              |                                | Francie                        | užitkový vrtulník                 | AS355F Écureuil II             | 1                              |                                                        |                                |
| Mil Mi-8                       |                                | Sovětský svaz                  | transportní vrtulník              |                                | 2                              |                                                        |                                |
| Mil Mi-24                      |                                | Sovětský svaz                  | bitevní vrtulník                  | Mi-35                          | 2                              | V rezervě.                                             |                                |